# Denny Moyer
Denny Moyer, właśc. Dennis Michael Moyer (ur. 8 sierpnia 1939 w Portland, zm. 30 czerwca 2010 tamże) – amerykański bokser, pierwszy zawodowy mistrz świata kategorii lekkośredniej
Jako amator zwyciężył w mistrzostwach USA w wadze półśredniej w 1957. Wkrótce potem przeszedł na zawodowstwo. Po wygraniu pierwszych 21 walk zmierzył się 10 lipca 1959 o tytuł mistrza świata wagi półśredniej, ale przegrał na punkty z Donem Jordanem. W następnych latach wygrał z tak znanymi zawodnikami, jak: Paddy DeMarco, Virgil Akins, Tony DeMarco, Emile Griffith (z którym również dwukrotnie przegrał) i Benny "Kid" Paret. W 1961 przegrał na punkty z Sugar Rayem Robinsonem, ale w następnym roku mu się zrewanżował.
20 października 1962 w Portland zdobył tytuł mistrza świata federacji WBA w nowo utworzonej kategorii lekkośredniej, po zwycięstwie nad Joeyem Giambrą. 19 lutego 1963, po zwycięstwie w Honolulu nad Stanem Harringtonem, został uznany za mistrza świata również przez federację WBC. Tytuły utracił 29 kwietnia tego roku, po przegranej w Nowym Orleanie z Ralphem Dupasem, który pokonał go również w walce rewanżowej.
W następnych latach walczył ze zmiennym szczęściem. Pokonali go tacy bokserzy, jak Luis Rodríguez, Nino Benvenuti, Freddie Little, Eckhard Dagge i Vito Antuofermo. 4 marca 1972 w Rzymie walczył o tytuł mistrza świata kategorii średniej, ale przegrał przez nokaut z obrońcą tytułu Carlosem Monzónem. Zakończył karierę w 1975 po stoczeniu 140 walk zawodowych, z których wygrał 97 (25 przez nokaut), przegrał 38, zremisował 4, a jedna został uznana za nieodbytą.
Chorował na encefalopatię bokserską. Zmarł w 2010.